# Steady as She Goes
Steady as She Goes – ósmy studyjny album zespołu Voodoo Glow Skulls. Album został wydany 2 lipca 2002 roku przez Victory Records.

## Utwory
1. Voodoo Anthem
2. Steady as She Goes
3. Nada En La Cabeza
4. High Society
5. One for the Road
6. Ethnic Cleansing Day
7. Interstate Disease
8. La Llorona
9. The Rat Traps
10. Tell the People
11. New Jerk Swing
12. The Basketball Song
13. Bonus Track

## Autorzy
- Frank Casillas – wokal
- Eddie Casillas – gitara elektryczna
- Jorge Casillas – gitara basowa
- Jerry O’Neill – perkusja
- Brodie Johnson – trąbka
- Gabriel Dunn – trąbka
- James Hernandez – saksofon